# Lur Laua

Les lur laua de Biscaye en rouge. En orange, anciennes seigneries de Biscaye aujourd'hui en Alava.

Lur Laua qui signifie en basque « terre plate » ou « terre de niveau » est une ancienne dénomination administrative de Biscaye, au Pays basque, qui au temps des seigneuries, regroupait les territoires et les populations qui étaient régies juridiquement par la juridiction de Biscaye et la législation traditionnelle de la seigneurie. Elle était composée d'elizates organisés dans des mérindades.
Il restait hors de la Lur Laua, avec des juridictions différentes, la Villa et les villes, le Durangaldea et l'Enkarterri.
En espagnol, on parle de Tierra Llana.